# Stade Bruno-José-Daniel
Le stade Bruno José Daniel est un stade de football situé à Santo André au Brésil.
Le stade accueille les matchs à domicile du  Esporte Clube Santo André.